# Ici (bande dessinée)
Pour les articles homonymes, voir Ici.
Ici est un roman graphique américain scénarisé et dessiné par Richard McGuire. Le projet original consistait en une série de 6 planches noir et blanc publiées dans le magazine Raw en 1989. En 2010, l'auteur annonce qu'il prépare une version de plusieurs centaines de pages et entièrement en couleur. L'album paraît aux États-Unis en décembre 2014, chez Pantheon Books. La version française est publiée chez Gallimard en 2015, avec une traduction d'Isabelle Troin.
L'ouvrage est très bien reçu par la critique et reçoit le Fauve d'or qui récompense le meilleur album lors du Festival d'Angoulême 2016.

## Résumé
Ici ne répond aux attentes habituelles puisqu'il n'y a pas à proprement parler de personnages au cœur du récit. Il s'agit plutôt du récit d'un unique lieu et de ce qui s'y passe à des époques diverses. Présentés dans un ordre non chronologique, les différents fragments temporels s'étendent de 3 500 000 000 av. J.C. jusqu'à l'an 22 175. La continuité narrative est modifiée. Ces fragments sont observés depuis un point de vue fixe : l'angle d'un salon de Perth Amboy dans le New Jersey où l'auteur a grandi. Différentes cases s'agencent au sein d'une même planche permettant ainsi de voir le lieu et ses habitants à des moments différents. L'époque de l'action est indiquée dans le coin supérieur gauche de la case, à l'exception de la première vignette montrant le salon vide. L'ouvrage retrace l'apparition de la vie sur Terre, la construction d'un bâtiment dans le lieu de l'action, sa destruction puis l'évolution de la vie dans un futur plus ou moins lointain ; la vie quotidienne des différentes familles ayant vécu dans cette maison est exposée par bribes successives et présente parfois des similitudes étonnantes ou ironiques entre ces habitants : les photos de famille sur le canapé, les insultes prononcées à des années d'intervalle.

## Publication et réception

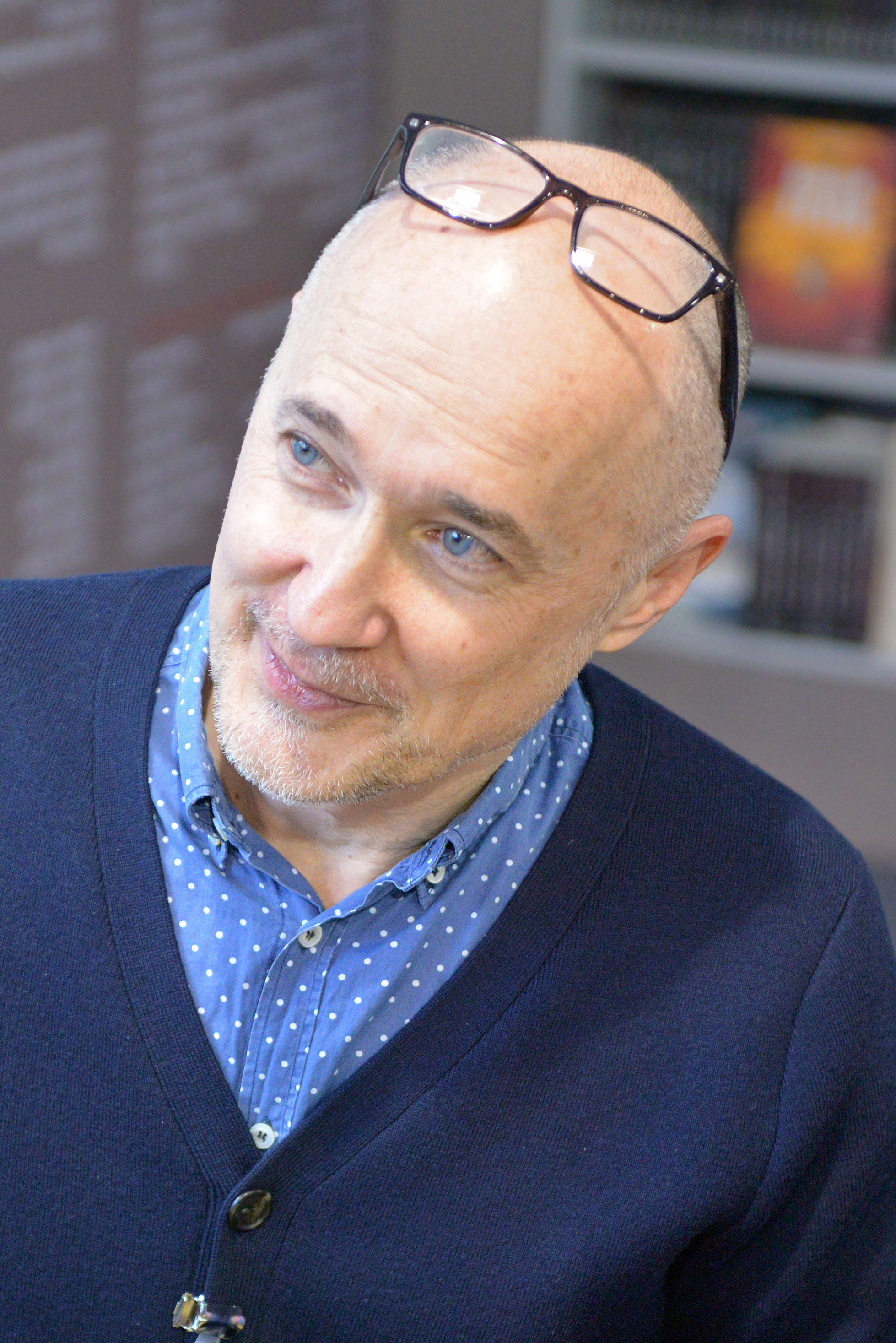
L'auteur dIci, Richard McGuire.

À la fin des années 1980, Richard McGuire s'installe dans un nouvel appartement et s'interroge sur ses habitants précédents. Il imagine un récit dont les planches seraient divisées entre le passé et l'avenir. En 1989, un récit de six planches en noir et blanc paraît dans la revue Raw, dirigée par Art Spiegelman et Françoise Mouly. Ce court récit conceptuel est bien reçu. Chris Ware revendique notamment l'héritage de ces six planches sur son propre travail,.
En 2014, une version de plus de 300 pages et colorisée paraît chez Pantheon Books. L'ouvrage est traduit en français par Isabelle Troin et est publié chez Gallimard au début de l'année 2015. Dans la nouvelle version, le lieu présenté n'est pas identique à celui de la version de 1989 : la cheminée et le miroir qui la surplombe parfois n'étaient pas présents. L'ouvrage est extrêmement bien reçu des deux côtés de l'Atlantique. Dans le New York Times, Luc Sante compare l'ouvrage à « une percée scientifique » puisque l'auteur a introduit une troisième dimension en s'affranchissant du continuum spatio-temporel. Dans le Guardian, c'est Chris Ware en personne qui rédige la critique de l'ouvrage : il évoque un « roman graphique révolutionnaire » et se remémore la lecture de la version de 1989. Chris Ware loue les améliorations entre 1989 et 2014 : « en 1989, McGuire a inventé une nouvelle manière de faire des comic strips, mais avec l'ouvrage de 2014, il a inventé une nouvelle manière d’écrire un livre ». En France, dans Télérama, Jean-Claude Loiseau qualifie Ici d'ouvrage « d'une intelligence ludique sans pareille, [c']est un exceptionnel stimulant pour l'imagination du lecteur ».

## Prix et distinctions
Lors du festival de bande dessinée de Munich 2015, la version allemande d'Ici reçoit le Prix Peng ! de la meilleure bande dessinée nord-américaine.
Lors du Festival d'Angoulême 2016, Ici reçoit le Fauve d'or qui récompense le meilleur album,.
L'album est finaliste du Grand prix de la critique 2016 remis par l'Association des critiques et des journalistes de bande dessinée.

## Adaptation cinématographique
Robert Zemeckis réalise Here, en 2024.